# Ренненкампф, Павел Карлович
Па́вел Ка́рлович фон Ренненка́мпф (нем. Paul Georg Edler von Rennenkampff; 17 [29] апреля 1854, Конофер, Гапсальский уезд, Эстляндская губерния — 1 апреля 1918, Таганрог, Советская Россия) — российский военный деятель конца XIX — начала XX века, генерал от кавалерии (1910), генерал-адъютант (1912). Участник Китайского похода, русско-японской войны и Первой мировой войны. Командующий 1-й русской армией, победитель 8-й германской армии при Гумбиннене.

## Биография
Родился 17 (29) апреля 1854 года в имении Конофер, находившемся в Гапсальском уезде Эстляндской губернии — сын эстляндского дворянина немецкого происхождения ротмистра Карла Густава Ренненкампфа (1813—1871). Лютеранин.
В 1866—1870 годах учился в Соборной ревельской школе и 13 мая 1870 года поступил на военную службу — унтер-офицером в Беломорский 89-й пехотный полк и был направлен в Гельсингфорское пехотное юнкерское училище, которое окончил в 1873 году. После окончания курса он поступил в 6-й Глуховский драгунский полк в чине юнкера и вскоре был переведён в 14-й драгунский полк, затем корнетом в 5-й уланский Литовский полк.
В 1881 году окончил Николаевскую академию Генерального штаба по 1-му разряду. С 24 ноября 1882 по 25 августа 1884 года — обер-офицер для поручений при штабе 14-го армейского корпуса. С 25 сентября 1884 по 29 сентября 1886 года отбывал цензовое командование эскадроном в 42-м драгунском Митавском полку. С 25 сентября 1886 года состоял в распоряжении начальника штаба Варшавского военного округа, со 2 ноября 1886 года состоял для поручений при штабе Казанского военного округа, с 13 марта 1888 года — старший адъютант войскового штаба войска Донского. С 31 октября 1889 года — штаб-офицер для особых поручений при штабе 2-го армейского корпуса, с 26 марта 1890 года — начальник штаба Осовецкой крепости. Полковник (1890). В апреле—октябре 1892 года состоял при 41-м драгунском Ямбургском полку. С 26 марта 1891 года — начальник штаба 14-й кавалерийской дивизии. С 12 декабря 1895 года — командир 36-го драгунского Ахтырского полка. С 25 ноября 1899 года по 24 июля 1901 года — начальник штаба войск Забайкальской области.

### Китайский поход
Генерал-майор (9 апреля 1900 года; за отличие).
В чине генерал-майора участвовал в подавлении боксерского восстания в Китае в 1900—1901 годах, за боевые отличия награждён орденом Св. Георгия 4-й и 3-й степеней. По воспоминаниям А. И. Деникина:

Он приобрёл имя и широкую известность в военных кругах во время Китайского похода (1900), за который получил два Георгиевских креста. Военные вообще относились скептически к «героям» Китайской войны, считая её «не настоящей». Но кавалерийский рейд Ренненкампфа, по своей лихости и отваге, заслужил всеобщее признание.
Начался он в конце июля 1900, после занятия Айгуна (вблизи Благовещенска). Ренненкампф с небольшим отрядом из трех родов оружия разбил китайцев на сильной позиции по хребту Малого Хингана и, обогнав свою пехоту, с 4½ сотнями казаков и батареей, сделав за три недели 400 км, с непрерывными стычками, захватил внезапным налетом крупный маньчжурский город Цицикар. Отсюда высшее командование предполагало произвести систематическое наступление на Гирин, собрав крупные силы в 3 полка пехоты, 6 полков конницы и 64 орудия, под начальством известного генерала Каульбарса… Но, не дожидаясь сбора отряда, ген. Ренненкампф, взяв с собою 10 сотен казаков и батарею, 24 августа двинулся вперед по долине Сунгари; 29-го захватил Бодунэ, где застигнутые врасплох сдались ему без боя 1500 боксеров; 8 сентября захватил Каун-Чжен-цзы, оставив тут 5 сотен и батарею для обеспечения своего тыла, с остальными 5-ю сотнями, проделав за сутки 130 км, влетел в Гирин. Этот бесподобный по быстроте и внезапности налёт произвёл на китайцев, преувеличивавших до крайности силы Ренненкампфа, такое впечатление, что Гирин — второй по количеству населения и по значению город Маньчжурии — сдался, и большой гарнизон его сложил оружие. Горсть казаков Ренненкампфа, затерянная среди массы китайцев, в течение нескольких дней, пока не подошли подкрепления, была в преоригинальном положении…

Генерал-майор П. К. Ренненкампф и подполковник А. А. Павлов. Гирин, январь 1901 года

15 сентября, оставив в Гирине одну сотню для охраны монетного двора и арсенала, генерал Ренненкампф прибыл в Дагушан. После трехдневного отдыха Ренненкампф с 1-й нерчинской и 4-й амурской сотнями при одном орудии 2-й Забайкальской казачьей батареи выступил из Дагушана для занятия городов Телина и Мукдена. 23 сентября отряд Ренненкампфа вошёл в Телин, где простоял до 10 октября, действуя против мелких групп повстанцев. В одной из стычек, при занятии усадьбы Ташуй-хона, на подходе к Гирину, на генерала Ренненкампфа бросился китаец с копьем. Генерала спас казак 6-й сотни Фёдор Антипьев, приняв удар на себя. За спасение командира амурец был награждён Знаком отличия Военного ордена 3-й степени.
Рейд конного отряда генерала Ренненкампфа стал одной из наиболее удачных и ярких военных операций русско-китайской войны. За три месяца непрерывного движения, в ходе которого отрядом было пройдено почти 2500 километров, были разбиты наиболее подготовленные войска Хэйлунцзянской провинции, и рассеяны отряды повстанцев, что привело к прекращению организованного сопротивления противника.
С 24 июля 1901 года — начальник 1-й Отдельной кавалерийской бригады.

### Русско-японская война

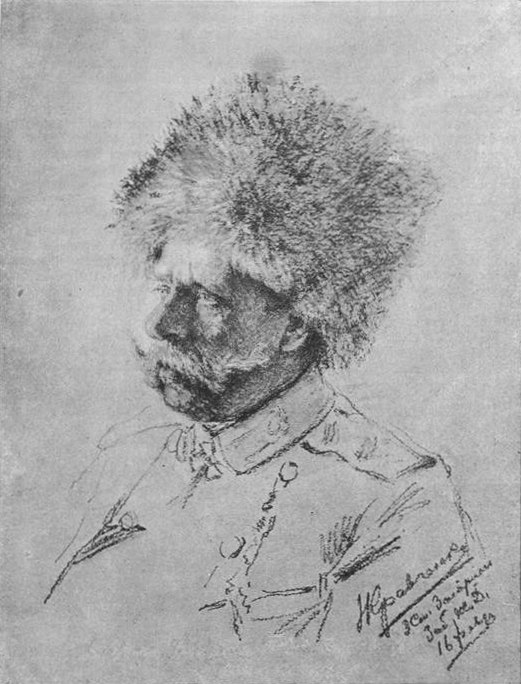
1904 год. Портрет работы Н. И. Кравченко

В русско-японскую войну командовал Забайкальской казачьей дивизией (с 1 февраля по 21 августа 1904 года).
За боевые отличия произведён в генерал-лейтенанты (30 июня 1904 года).
С 1 февраля 1904 года командующий, а с 30 июня 1904 года — начальник Забайкальской казачьей дивизии.
Отряд Ренненкампфа, ядром которого стала Забайкальская казачья дивизия, действовал активно — проведя серию боев и рекогносцировок.
Под Ляояном в ходе рекогносцировки японских позиций был 30 июня 1904 года тяжело ранен в ногу пулей с раздроблением голени левой ноги. Через два с небольшим месяца вернулся в войска, не долечив рану. В ходе Мукденского сражения возглавлял Цинхеченский отряд, на левом фланге Манчжурской армии (с 13 февраля 1905 года), командуя которым, проявил большое упорство, что в совокупности с направленными подкреплениями позволило остановить наступление армии генерала Кавамуры.
Некоторые историки и писатели (особенно часто повторяется у В. Пикуля) пишут, что после битвы при Мукдене произошёл личный конфликт между Ренненкампфом и генералом А. Самсоновым, причём дело якобы дошло до обмена ударами; другие историки утверждают, что никаких столкновений между генералами произойти не могло. Первичным источником этого слуха являются мемуары германского генерала Макса Гофмана, бывшего в годы Русско-японской войны военным агентом при штабе японской армии и, следовательно, неспособного лично наблюдать за отношениями в среде русского генералитета. В своих мемуарах Гофман, ссылаясь опять-таки на слухи, упоминает, что Ренненкампф и Самсонов ссорились на Мукденском вокзале в Лаояне после Лаоянского сражения, что физически было невозможно, так как в это время Ренненкампф с тяжёлым ранением находился в госпитале.
Командир 7-го Сибирского армейского корпуса (9 ноября 1905 — 9 июня 1906 года); 3-го Сибирского армейского корпуса (9 июня — 27 декабря 1906 года); 3-го армейского корпуса (27 декабря 1906 — 20 января 1913 года).

### Борьба со сторонниками Читинской республики
В 1906 году командовал специальным сводным отрядом (батальон пехоты с несколькими пулемётами), с которым, следуя на поезде из Харбина (Маньчжурия), восстановил сообщение Маньчжурской армии с Западной Сибирью, прерванное революционным движением в Восточной Сибири («Читинская республика»), разгромив силы социал-демократов в полосе железной дороги, а затем и в Чите.
30 октября 1906 года на генерала Ренненкампфа было совершено покушение. Он шёл по улице вместе с адъютантом штабс-капитаном Бергом и ординарцем поручиком Гайзлером, в это время эсер Н. В. Коршун, сидевший на лавке, бросил им под ноги «разрывной снаряд», но устройство сработало наполовину: генерал, адъютант и ординарец были лишь оглушены взрывом. Террорист был арестован и осуждён военно-полевым судом.
Решительные действия Ренненкампфа в ходе войны и успешные действия по подавлению восстаний привели к дальнейшему продвижению по службе, и он, будучи с 6 декабря 1910 года генералом от кавалерии и с 5 октября 1912 года генерал-адъютантом, получил назначение командующим войсками Виленского военного округа (20 января 1913 — 19 июля 1914 года).

### Первая мировая война
С началом Первой мировой войны Ренненкампф получил командование 1-й армией Северо-Западного фронта во время Восточно-Прусской операции 1914 года. 4 (17) августа его войска перешли границу Восточной Пруссии, а уже через три дня нанесли поражение 8-й германской армии генерала М. фон Притвица в битве при Гумбиннене. Поражение под Гумбиненом «совершенно лишило командование 8-й германской армии душевного равновесия». Немцы были ошеломлены подготовкой и выучкой русской армии. Командующему 8-й армией генералу фон Притвицу и начальнику штаба генералу графу Вальдерзее в голову не приходило, что «1-я русская армия была направлена в первое решительное сражение в составе всего 6-ти с половиной неполных пехотных дивизий при слабой артиллерии». 7 (20) августа Притвиц получил донесение «об обнаружении крупных русских сил западнее» Млавы с направлением на Дейч-Эйлау. Было решено усилить южную группу генерала Шольца (XX корпус с приданными частями), прикрывающей Дейч-Эйлау, путем переброски I-го армейского корпуса на правый фланг и 3-й резервной пехотной дивизии на левый фланг XX корпуса. 8 (21) августа по представлению генерала Х. Мольтке, также поддавшемуся пессимизму, Кайзер принял решение о смещении генерала фон Притвица с должности и назначении генерала Гинденбурга командующим 8-й армией и о «немедленном усилении 8-й армии тремя корпусами взятыми из войск, сражающихся во Франции». Данное решение существенно изменило соотношение сил германских и французских войск накануне битвы на Марне и способствовало России в полной мере выполнить свой союзнический долг перед Францией.
 Победа у Гумбинена — результат достигнутый высокими качествами перволинейных войск благодаря той выдающейся боевой подготовке, до которой в мирное время довел генерал Ренненкампф войска вверенного ему Виленского военного округа. 
Однако из-за неверной оценки действий противника Главнокомандующим армиями Северо-Западного фронта генералом Жилинским победа под Гумбинненом не получила своего развития. После битвы под Гумбинненом Ренненкампф по приказу генерала Жилинского повёл наступление на Кёнигсберг, а не на соединение со 2-й армией. Это позволило немецким войскам выйти из-под удара, перегруппироваться и контратаковать, что послужило одной из главных причин последующего поражения 2-й армии в битве при Танненберге (конец августа).
Большое значение для этих событий имело неверное использование армейской конницы.
После того как на юге провинции в Танненбергском сражении потерпела поражение 2-я русская армия, армия Ренненкампфа заняла оборону по линии рек Дейма, Алле и Мазурских озёр. 7 сентября мощной обходной группой противник обрушился на левый фланг 1-й армии Ренненкампфа. Главнокомандующий фронтом генерал Жилинский, вопреки обещаниям, не сумел обеспечить поддержку 1-й русской армии со стороны других соединений, а потому Ренненкампфу пришлось спешно отступать. Упорное сопротивление левофлангового 2-го корпуса генерала В. А. Слюсаренко, а также своевременные действия самого командующего армии (который подтянул туда кавалерию, резервы, а также совершил смелый диагональный манёвр, перебросив с правого фланга на левый целый 20-й корпус) позволили сорвать планы противника, избежать окружения и к 15 сентября отойти за р. Неман.

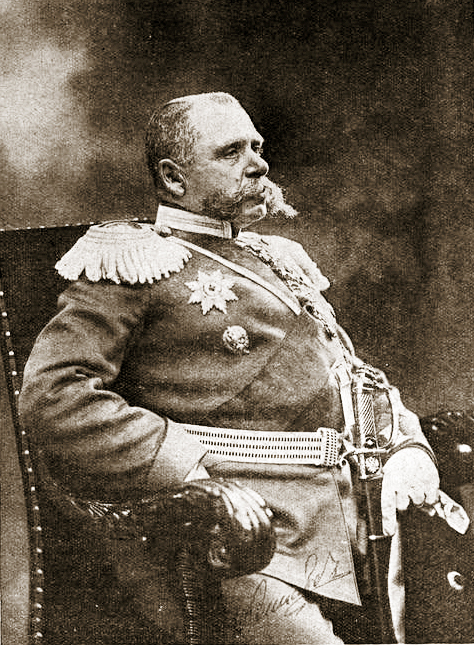

Во время Лодзинской операции из-за ошибок и нерешительности командующего Северо-Западным фронтом генерала Рузского войскам 1-й армии Ренненкампфа не удалось остановить прорывающуюся из окружения немецкую ударную группу генерала Рейнгольда фон Шеффера-Бояделя, что вызвало конфликт между Ренненкампфом и Рузским. Был отстранён от командования армией 18 ноября 1914 года, одновременно назначен в распоряжение военного министра. Действия Ренненкампфа во время Лодзинской операции стали предметом разбирательства специальной комиссии (генерала П. П. фон Баранова). Уволен в отставку 6 октября 1915 года «по домашним обстоятельствам с мундиром и пенсией».
Проведенное расследование выявило стратегические ошибки Рузского в Лодзинской операции, но и возвращать генерала Ренненкампфа в армию Ставка Верховного главнокомандующего не стала.

### Арест и гибель
После Февральской революции был арестован и помещён в Петропавловскую крепость. Революционеры припомнили ему 1905 год. Находился под следствием Чрезвычайной следственной комиссии, но по результатам следствия фактов для выдвижения против него обвинения собрано не было.
Освобождён большевиками после Октябрьской революции из Петропавловской крепости вместе с некоторыми другими генералами, арестованными Временным правительством, и уехал в Таганрог, на родину своей жены, где жил под именем мещанина Смоковникова. При захвате города большевиками скрылся под именем греческого подданного Мандусакиса. Был выслежен, опознан и по личному указанию В. А. Антонова-Овсеенко 3 марта привезён в штаб к красным. В штабе было объявлено, что генерал арестован по распоряжению советской власти (В. И. Ленина и др.). Ренненкампфу было предложено перейти на службу красным, в противном случае ему грозил расстрел. Генерал отказался, сказав: «Чтобы спасти жизнь, я не стану изменником и не пойду против своих. Дайте мне хорошо вооруженную армию, и я с радостью пойду против немцев; но у вас нет такой армии…».
После отказа Ренненкампфа от сотрудничества с большевиками Антонов-Овсеенко приказал расстрелять генерала. В ночь на 1 апреля 1918 года генерал был вывезен за город и расстрелян у Балтийской железнодорожной ветки (в 2 км от Русско-Балтийского снарядного завода, эвакуированного из Ревеля в Таганрог в 1916 году).
18 мая 1918 года была произведена эксгумация тела Ренненкампфа; тело было опознано женой.
В апреле 2015 года, благодаря усилиям местных краеведов, было установлено место захоронения Ренненкампфа на старом городском кладбище Таганрога.

### Наследие
Вывезенная Ренненкампфом из Китая, в период подавления Боксерского восстания, коллекция предметов китайского искусства в настоящее время находится в музее под названием Дворец Алфераки в Таганроге.

## Военные чины
- В службу вступил (13.05.1870)[20]
- Корнет (24.02.1873)
- Поручик (27.02.1876)
- Штабс-ротмистр (22.03.1877)
- Ротмистр (01.04.1882)
- Майор (04.04.1882)
- Подполковник (13.04.1886)
- Полковник (01.04.1890)
- Генерал-майор (09.04.1900)
- Генерал-лейтенант (30.06.1906)
- Генерал от кавалерии (06.12.1910)
- Генерал-адъютант (05.10.1912)

## Награды
Российские:
- Орден Святого Станислава 3-й степени (1884)[20]
- Орден Святой Анны 3-й степени (1888)
- Орден Святого Станислава 2-й степени (1894)
- Орден Святой Анны 2-й степени (1895)
- Орден Святого Владимира 4-й степени (1899)
- Орден Святого Георгия 4-й степени (ВП 12.08.1900)[21]
- Орден Святого Георгия 3-й степени (ВП 22.12.1900)[22]
- Орден Святого Владимира 3-й степени (1903)
- Орден Святого Станислава 1-й степени с мечами (ВП 31.03.1905)
- Золотое оружие с надписью «За храбрость», украшенное бриллиантами (ВП 30.01.1906)[23]
- Золотое оружие с надписью «За храбрость» (ВП 12.02.1906)
- Орден Святой Анны 1-й степени (1907)
- Орден Святого Владимира 2-й степени с мечами (ВП 16.08.1914)

Иностранные:
- Шведский Орден Меча (на приведённом здесь портрете «Ренненкампф в августе 1914 года» звезда ордена — верхняя на левой стороне груди, знак — на шее, ниже знака Ордена Святого Станислава первой степени.)
- Австрийский Орден Железной короны (на приведённом здесь портрете «Ренненкампф в августе 1914 года» звезда ордена — нижняя на левой стороне груди, знак — на шее, ниже знака Ордена Меча.)